# Ricinulei
Ricinulei é uma ordem que pertence à classe Arachnida. O grupo foi durante muito tempo considerado como um dos invertebrados mais raros conhecidos. Entretanto sabe-se hoje que os Ricinulei possuem uma distribuição limitada, porém são localmente abundantes em determinadas áreas, como por exemplo, ao Norte da América do Sul. A maior diversidade de Ricinulei está na Colômbia e no Brasil. A ordem possui uma família (Ricinoididae) com três gêneros (Cryptocellus, Pseudocellus e Ricinoides) e mais de 55 espécies descritas. Ricinoides é encontrado apenas na África. A maioria abriga-se em ambientes úmidos, em florestas tropicais e secas e são animais com hábitos noturnos. Como a maioria dos aracnídeos, eles não possuem glândulas de veneno.

## Etimologia
O nome Ricinulei provavelmente deriva de uma espécie de carrapato chamado “ricinus”.

## Morfologia
Ricinulei assim como todos os aracnídeos possui o seu corpo dividido em dois tagmas: prossoma e opistossoma. São animais pequenos, geralmente o comprimento do dorso deles não ultrapassam 10 mm. Eles não possuem olhos, nem tricobótrios – estrutura amplamente utilizada em outros aracnídeos, como as aranhas e os escorpiões, que funcionam como mecanorreceptores. No prossoma encontram-se as quelíceras, os pedipalpos e os apêndices locomotores – 4 pares. Os dois tagmas são duros e grossos e possuem grande diversidade de tubérculos que são encontrados nas partes esclerotizadas do corpo. O prossoma é fortemente ligado ao opistossoma, pelo ventre. As quelíceras compostas por dois segmentos móveis, sendo usadas para capturar presas menores para macerar presas maiores, mas podem ser utilizadas também para escavar. Há indícios de que apresentam função gustativa. 
Uma das principais características diagnósticas (uma sinapomorfia) dos Ricinulei é a estrutura chamado de cuculo, com a forma de um capuz móvel, que protege a cavidade pré-oral e a boca com as quelíceras . Os pedipalpos possuem palpos acoplados a uma pequena quela que funde-se como um dedo curto que é fixo, e um dedo maior móvel (o tarso) que são dorsais (outra sinapomorfia do grupo). Os pedipalpos possuem seis segmentos, incluindo dois trocânteres (outros aracnídeos possuem apenas um); o fêmur pode rotacionar 180°, dando grande mobilidade ao animal . Os pedipalpos são usados para captura de presas como para a maioria dos aracnídeos, sendo também usados pelos machos na manipulação na cópula, e pelas fêmeas para ovipor os ovos. Além de presentes no dorso, nas pernas há tubérculos bem como espinhos e cerdas com diversas formas e, possivelmente diversas funções tais como quimiorrecepção, termorregulação ou mecanorrecepção, porém não se sabe a funcionalidade de algumas cerdas. O segundo par de pernas é primariamente utilizado para locomoção, mas são consideradas “anteniformes” pois funcionam como um apêndice sensorial de longo alcance. O terceiro par de pernas dos machos é modificado para auxiliar na transferência de espermatozoides, sendo úteis na identificação de espécies. Há um órgão denominado de poro tarsal que possivelmente possui  função olfativa, mas isto ainda não foi bem elucidado. Nas pernas também foram encontradas alguns órgãos em fendas, que apesar da sua função ser desconhecida provavelmente é responsável pela percepção da vibração no substrato assim como para outros aracnídeos . O opistossoma apresenta 10 segmentos, com um pedicelo. A abertura genital está dentro deste espaço fechado, então quando necessário (por exemplo, para a cópula e a oviposição) este ligamento é desfeito, expondo este orifício. Apresentam um par de espiráculos traqueados para a respiração, que ficam escondidos no prossoma na junção dos tagmas. 

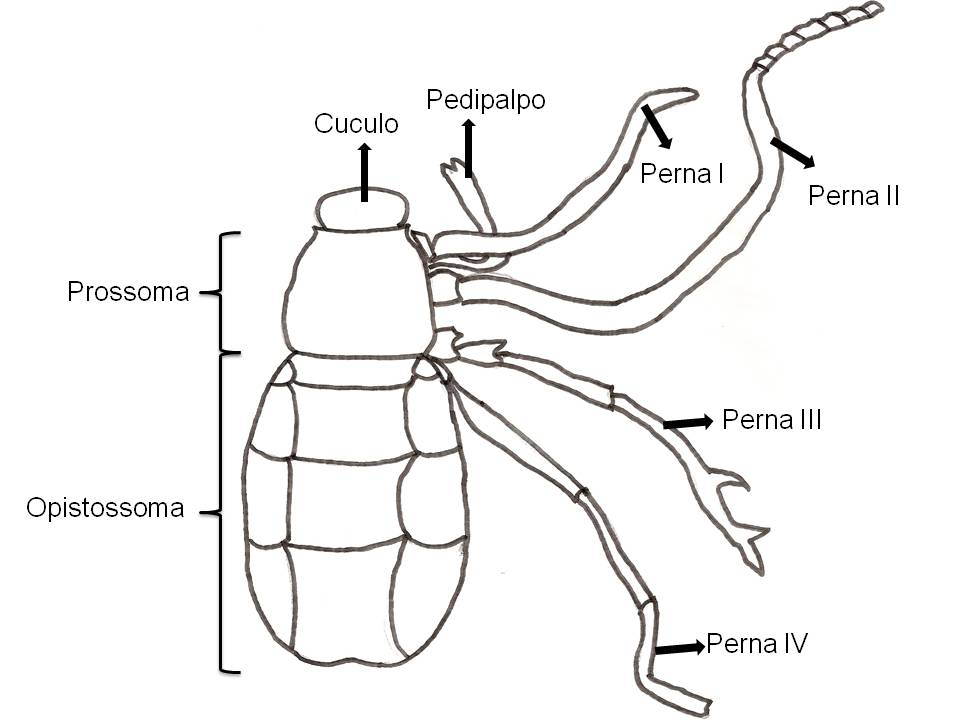
Ilustração do corpo de Ricinulei. Adaptada do livro Beccaloni, J. (2009) “Arachnids” University of California Press, 1ª edição.

## Taxonomia e Diversidade
A ordem Ricinulei possui apenas uma família Ricinoididae com três gêneros: Cryptocellus, Pseudocellus e Ricinoides. Encontram-se descritas pouco mais de 60 espécies . A maioria possui cor marrom avermelhada. 
Evolutivamente, Acredita-se que Ricinulei aparentemente seja relacionado com Ácaros, por ter em comum larvas hexápodes. Trata-se de uma linhagem bastante antiga, com os fósseis mais antigos datando do Carbonífero Superior (ca. 305–319 milhões de anos atrás), da região que hoje encontra-se na Europa e América do Norte. Também existem registros fósseis do meio do Cretáceo (ca. 99 milhões de anos atrás) em depósitos de âmbar de Burma.

## Distribuição geográfica e ambientes de ocorrências
Ricinulei possui uma distribuição limitada, sendo encontrados na América Central e do Sul e na África Ocidental e Central. O gênero Ricinoides é encontrado apenas na África. A grande maioria das espécies (cerca de 85%) está descrita do Novo Mundo, sendo encontrados em ambientes úmidos (por exemplo, serapilheira) com hábitos no período noturno em florestas tropicais e secas..

## Reprodução
Ainda são poucos conhecidos os hábitos de acasalamento de Ricinulei, no entanto, sabe-se que assim que um macho encontra uma fêmea receptiva, ele o acaricia com suas pernas II. Esse comportamento pode ser responsável pela fêmea sentir a sua presença . Logo depois, o macho se posiciona acima da fêmea, segurando-a com o seu quarto par de pernas (3). O macho sobe no opistossoma da fêmea para expor a abertura genital, tateia ela e move uma das pernas III para frente, ejetando o espermatozoide diretamente no gonóporo da fêmea . O macho continua mexendo o tarso e o metatarso dentro do gonóporo da fêmea garantindo a transferência de espermatozóides . O ciclo de vida inclui uma larva, três ninfas e o instar adulto. As larvas são facilmente reconhecidas por possuírem três pares de pernas .

## Hábitos alimentares
Ricinulei é um predador que se alimenta de pequenos invertebrados, como colêmbolas, Díptera, além de larvas . Para captura de presas sensillas do primeiro e segundo par de pernas tem uma importante função para detecção de presas . As quelíceras e os pedipalpos são os principais apêndices responsáveis pela captura ao dar o bote . Quando a presa é grande eles partem em pequenos pedaços . Depois de capturar a presa, os animais liberam suco digestivo diluindo-as e o líquido resultante é aspirado .